# Euroleague Basketball 2021-2022 - Final Four
Le Final Four della Euroleague Basketball 2021-2022 sono state la 65ª edizione delle finali del principale torneo di pallacanestro per club, la 22ª edizione da quando la competizione viene organizzata dalla Euroleague Basketball. È stata la 35ª Final Four della moderna EuroLeague e la 37ª edizione della competizione che si è conclusa con il formato della finale a quattro squadre.
Le partite della Final Four 2022 sono state disputate alla Štark Arena di Belgrado il 19 ed il 21 maggio 2022.

## Sede
Inizialmente previste alla Mercedes-Benz Arena di Berlino dal 27 al 29 maggio 2022, il 4 marzo 2022 Euroleague Basketball annunciò che le Final Four per la stagione 2021-2022 si sarebbero tenute alla Štark Arena di Belgrado, a causa delle restrizioni e della situazione pandemica da COVID-19 in Germania .
| Belgrado               | Belgrado (Europa) |
| Štark Arena            | Belgrado (Europa) |
| Posti a sedere: 18.386 | Belgrado (Europa) |
|                        | Belgrado (Europa) |

## Percorso verso le Final Four
| Squadra      | Regular season | Regular season | Regular season |                  | Play-off | Play-off |
| Squadra      | Gruppo         | V              | P              | Avversaria       | Serie    |          |
| ------------ | -------------- | -------------- | -------------- | ---------------- | -------- | -------- |
| Barcellona   | 1ª             | 21             | 7              | Bayern Monaco    | 3 – 2    |          |
| Olympiakos   | 2ª             | 19             | 9              | Monaco           | 3 – 2    |          |
| Real Madrid  | 4ª             | 18             | 10             | Maccabi Tel Aviv | 3 – 0    |          |
| Anadolu Efes | 6ª             | 16             | 12             | Olimpia Milano   | 1 – 3    |          |

### Tabellone
|  | Semifinali   | Semifinali   | Semifinali   |              |             | Finale          | Finale          | Finale          |  |
|  |              |              |              |              |             |                 |                 |                 |  |
|  | Barcellona   | Barcellona   | 83           |              |             |                 |                 |                 |  |
|  | Barcellona   | Barcellona   | 83           |              |             |                 |                 |                 |  |
|  | Real Madrid  | Real Madrid  | 86           |              |             |                 |                 |                 |  |
|  | Real Madrid  | Real Madrid  | 86           |              | Real Madrid | Real Madrid     | 57              |                 |  |
|  |              |              |              |              | Real Madrid | Real Madrid     | 57              |                 |  |
|  |              |              | Anadolu Efes | Anadolu Efes | 58          |                 |                 |                 |  |
|  | Olympiakos   | Olympiakos   | Anadolu Efes | Anadolu Efes | 58          | 74              |                 |                 |  |
|  | Olympiakos   | Olympiakos   |              |              |             | 74              |                 |                 |  |
|  | Anadolu Efes | Anadolu Efes | 77           |              |             | Finale 3º posto | Finale 3º posto | Finale 3º posto |  |
|  | Anadolu Efes | Anadolu Efes | 77           |              |             |                 |                 |                 |  |
|  |              |              |              |              |             |                 |                 |                 |  |
|  |              |              |              |              |             | Barcellona      | Barcellona      | 84              |  |
|  |              |              |              |              |             | Barcellona      | Barcellona      | 84              |  |
|  |              |              |              |              |             | Olympiakos      | Olympiakos      | 74              |  |

## Semifinali

### Olympiakos - Anadolu Efes
| Arbitri: | Borys Ryzhyk Oļegs Latiševs Gytis Vilius |

|                                                        |            |                              |
| McKissic 12 Dorsey, Martin, Sloukas 11 Papanikolaou 10 | Punti      | 21 Larkin 16 Bryant 15 Micić |
| Sloukas 6                                              | Assist     | 9 Micić                      |
| Vezenkov 8                                             | Rimbalzi   | 7 Pleiß                      |
| Giōrgos Mpartzōkas                                     | Allenatori | Ergin Ataman                 |

| Quintetto titolare | Quintetto titolare | Quintetto titolare     | Pt   | Rim  | Ass  |
| ------------------ | ------------------ | ---------------------- | ---- | ---- | ---- |
| G                  | 0                  | Thomas Walkup          | 5    | 1    | 4    |
| G                  | 2                  | Tyler Dorsey           | 11   | 4    | 1    |
| AP                 | 16                 | Kōstas Papanikolaou    | 10   | 4    | 2    |
| AG                 | 14                 | Aleksandăr Vezenkov    | 5    | 8    | 3    |
| C                  | 10                 | Moustapha Fall         | 7    | 5    | 2    |
| Panchina:          |                    |                        |      |      |      |
| AG                 | 1                  | Quincy Acy             | n.e. | n.e. | n.e. |
| G                  | 5                  | Giannoulīs Larentzakīs | 0    | 0    | 0    |
| PG                 | 11                 | Kōstas Sloukas         | 11   | 4    | 6    |
| AG                 | 12                 | Hassan Martin          | 11   | 2    | 0    |
| AG                 | 15                 | Giōrgos Printezīs      | 2    | 0    | 0    |
| A                  | 17                 | Livio Jean-Charles     | n.e. | n.e. | n.e. |
| AP                 | 77                 | Shaquielle McKissic    | 12   | 3    | 0    |
| Allenatore:        |                    |                        |      |      |      |
| Giōrgos Mpartzōkas |                    |                        |      |      |      |

| Olympiakos |  | Anadolu Efes |

| Olympiakos    | Statistiche        | Anadolu Efes  |
| ------------- | ------------------ | ------------- |
|               | Statistiche        |               |
| 17/27 (63.0%) | Tiro da 2          | 12/25 (48%)   |
| 7/25 (28%)    | Tiro da 3          | 14/34 (41.2%) |
| 19/25 (76.0%) | Tiri liberi        | 11/16 (68.8%) |
| 7             | Rimbalzi offensivi | 10            |
| 27            | Rimbalzi difensivi | 24            |
| 34            | Rimbalzi totali    | 34            |
| 18            | Assist             | 20            |
| 9             | Palle perse        | 8             |
| 7             | Palle rubate       | 4             |
| 3             | Stoppate           | 3             |
| 16            | Falli              | 23            |

| Quintetto titolare | Quintetto titolare | Quintetto titolare | Pt   | Rim  | Ass  |
| ------------------ | ------------------ | ------------------ | ---- | ---- | ---- |
| P                  | 0                  | Shane Larkin       | 21   | 0    | 7    |
| G                  | 22                 | Vasilije Micić     | 15   | 6    | 9    |
| GA                 | 23                 | James Anderson     | 0    | 4    | 0    |
| AG                 | 18                 | Adrien Moerman     | 0    | 4    | 0    |
| C                  | 21                 | Tibor Pleiß        | 8    | 7    | 1    |
| Panchina:          |                    |                    |      |      |      |
| P                  | 1                  | Rodrigue Beaubois  | 0    | 0    | 0    |
| AC                 | 2                  | Chris Singleton    | 5    | 5    | 1    |
| G                  | 6                  | Elijah Bryant      | 16   | 6    | 0    |
| PG                 | 11                 | Erten Gazi         | n.e. | n.e. | n.e. |
| G                  | 19                 | Buğrahan Tuncer    | n.e. | n.e. | n.e. |
| AC                 | 33                 | Filip Petrušev     | n.e. | n.e. | n.e. |
| C                  | 42                 | Bryant Dunston     | 12   | 1    | 2    |
| Allenatore:        |                    |                    |      |      |      |
| Ergin Ataman       |                    |                    |      |      |      |

### Barcellona - Real Madrid
| Arbitri: | Luigi Lamonica Ilija Belošević Mehdi Difallah |

|                                      |            |                                         |
| Mirotić 26 Laprovíttola 17 Davies 15 | Punti      | 18 Causeur, Yabusele 15 Llull 8 Tavares |
| Calathes 9                           | Assist     | 3 Llull, Hanga                          |
| Mirotić 12                           | Rimbalzi   | 8 Yabusele                              |
| Šarūnas Jasikevičius                 | Allenatori | Pablo Laso                              |

| Quintetto titolare   | Quintetto titolare | Quintetto titolare   | Pt | Rim | Ass |
| -------------------- | ------------------ | -------------------- | -- | --- | --- |
| P                    | 99                 | Nick Calathes        | 4  | 3   | 9   |
| P                    | 1                  | Danté Exum           | 7  | 1   | 1   |
| P                    | 20                 | Nicolás Laprovíttola | 17 | 1   | 2   |
| AG                   | 33                 | Nikola Mirotić       | 26 | 12  | 5   |
| C                    | 5                  | Sertaç Şanlı         | 2  | 2   | 0   |
| Panchina:            |                    |                      |    |     |     |
| AG                   | 0                  | Brandon Davies       | 15 | 5   | 2   |
| A                    | 10                 | Rolands Šmits        | 1  | 2   | 1   |
| AG                   | 14                 | Nigel Hayes          | 0  | 3   | 0   |
| G                    | 21                 | Álex Abrines         | 7  | 1   | 0   |
| GA                   | 22                 | Cory Higgins         | 0  | 1   | 0   |
| G                    | 24                 | Kyle Kuric           | 0  | 0   | 0   |
| P                    | 31                 | Rokas Jokubaitis     | 4  | 1   | 0   |
| Allenatore:          |                    |                      |    |     |     |
| Šarūnas Jasikevičius |                    |                      |    |     |     |

| Barcellona |  | Real Madrid |

| Barcellona    | Statistiche        | Real Madrid   |
| ------------- | ------------------ | ------------- |
|               | Statistiche        |               |
| 22/43 (51.2%) | Tiro da 2          | 22/44 (50%)   |
| 8/20 (40%)    | Tiro da 3          | 8/21 (38.1%)  |
| 15/21 (81.8%) | Tiri liberi        | 18/22 (71.4%) |
| 12            | Rimbalzi offensivi | 14            |
| 22            | Rimbalzi difensivi | 21            |
| 34            | Rimbalzi totali    | 35            |
| 20            | Assist             | 14            |
| 9             | Palle perse        | 9             |
| 4             | Palle rubate       | 4             |
| 1             | Stoppate           | 6             |
| 22            | Falli              | 23            |

| Quintetto titolare | Quintetto titolare | Quintetto titolare  | Pt   | Rim  | Ass  |
| ------------------ | ------------------ | ------------------- | ---- | ---- | ---- |
| P                  | 0                  | Nigel Williams-Goss | 0    | 0    | 1    |
| GA                 | 1                  | Fabien Causeur      | 18   | 1    | 2    |
| AP                 | 8                  | Ádám Hanga          | 4    | 3    | 3    |
| A                  | 14                 | Gabriel Deck        | 7    | 7    | 1    |
| AG                 | 28                 | Guerschon Yabusele  | 18   | 8    | 1    |
| Panchina:          |                    |                     |      |      |      |
| AG                 | 3                  | Anthony Randolph    | n.e. | n.e. | n.e. |
| GA                 | 5                  | Rudy Fernández      | 3    | 0    | 0    |
| A                  | 6                  | Alberto Abalde      | 7    | 1    | 0    |
| C                  | 17                 | Vincent Poirier     | 6    | 5    | 1    |
| C                  | 22                 | Walter Tavares      | 8    | 3    | 2    |
| P                  | 23                 | Sergio Llull        | 15   | 3    | 3    |
| AP                 | 44                 | Jeffery Taylor      | 0    | 0    | 0    |
| Allenatore:        |                    |                     |      |      |      |
| Pablo Laso         |                    |                     |      |      |      |

## Finali

### Finale 3º/4º posto
| Arbitri: | Ilija Belošević Oļegs Latiševs Damir Javor |

|                                |            |                                    |
| Mirotić 19 Şanlı 16 Higgins 11 | Punti      | 20 Vezenkov 14 Sloukas 11 McKissic |
| Calathes 13                    | Assist     | 7 Sloukas                          |
| Calathes 8                     | Rimbalzi   | 11 Vezenkov                        |
| Šarūnas Jasikevičius           | Allenatori | Giōrgos Mpartzōkas                 |

| Quintetto titolare   | Quintetto titolare | Quintetto titolare   | Pt   | Rim  | Ass  |
| -------------------- | ------------------ | -------------------- | ---- | ---- | ---- |
| P                    | 99                 | Nick Calathes        | 9    | 8    | 13   |
| P                    | 20                 | Nicolás Laprovíttola | 4    | 0    | 1    |
| G                    | 24                 | Kyle Kuric           | 0    | 1    | 1    |
| AG                   | 33                 | Nikola Mirotić       | 19   | 4    | 4    |
| C                    | 5                  | Sertaç Şanlı         | 16   | 3    | 1    |
| Panchina:            |                    |                      |      |      |      |
| AG                   | 0                  | Brandon Davies       | 10   | 5    | 2    |
| P                    | 1                  | Danté Exum           | 3    | 1    | 1    |
| A                    | 10                 | Rolands Šmits        | n.e. | n.e. | n.e. |
| AG                   | 14                 | Nigel Hayes          | 0    | 3    | 0    |
| G                    | 21                 | Álex Abrines         | 8    | 2    | 0    |
| GA                   | 22                 | Cory Higgins         | 11   | 2    | 0    |
| P                    | 31                 | Rokas Jokubaitis     | 4    | 2    | 0    |
| Allenatore:          |                    |                      |      |      |      |
| Šarūnas Jasikevičius |                    |                      |      |      |      |

| Barcellona |  | Olympiakos |

| Barcellona    | Statistiche        | Olympiakos    |
| ------------- | ------------------ | ------------- |
|               | Statistiche        |               |
| 27/40 (67.5%) | Tiro da 2          | 19/34 (55.9%) |
| 8/21 (38.1%)  | Tiro da 3          | 5/17 (29.4%)  |
| 6/13 (46.2%)  | Tiri liberi        | 21/27 (77.7%) |
| 10            | Rimbalzi offensivi | 5             |
| 25            | Rimbalzi difensivi | 20            |
| 35            | Rimbalzi totali    | 25            |
| 23            | Assist             | 18            |
| 16            | Palle perse        | 14            |
| 9             | Palle rubate       | 13            |
| 1             | Stoppate           | 1             |
| 25            | Falli              | 21            |

| Quintetto titolare | Quintetto titolare | Quintetto titolare     | Pt | Rim | Ass |
| ------------------ | ------------------ | ---------------------- | -- | --- | --- |
| G                  | 0                  | Thomas Walkup          | 8  | 2   | 1   |
| G                  | 2                  | Tyler Dorsey           | 10 | 2   | 0   |
| AP                 | 16                 | Kōstas Papanikolaou    | 0  | 1   | 0   |
| AG                 | 14                 | Aleksandăr Vezenkov    | 20 | 11  | 0   |
| C                  | 10                 | Moustapha Fall         | 2  | 3   | 1   |
| Panchina:          |                    |                        |    |     |     |
| PG                 | 4                  | Michalīs Lountzīs      | 0  | 1   | 0   |
| G                  | 5                  | Giannoulīs Larentzakīs | 5  | 1   | 3   |
| PG                 | 11                 | Kōstas Sloukas         | 14 | 1   | 7   |
| AG                 | 12                 | Hassan Martin          | 2  | 0   | 0   |
| AG                 | 15                 | Giōrgos Printezīs      | 0  | 0   | 1   |
| A                  | 17                 | Livio Jean-Charles     | 2  | 1   | 2   |
| AP                 | 77                 | Shaquielle McKissic    | 11 | 1   | 3   |
| Allenatore:        |                    |                        |    |     |     |
| Giōrgos Mpartzōkas |                    |                        |    |     |     |

### Finale
| Arbitri: | Luigi Lamonica Borys Ryzhyk Gytis Vilius |

|                               |            |                             |
| Tavares 14 Llull 9 Randolph 6 | Punti      | 23 Micić 19 Pleiß 10 Larkin |
| Llull 6                       | Assist     | 4 Larkin                    |
| Tavares 11                    | Rimbalzi   | 8 Bryant                    |
| Pablo Laso                    | Allenatori | Ergin Ataman                |

| Quintetto titolare | Quintetto titolare | Quintetto titolare | Pt   | Rim  | Ass  |
| ------------------ | ------------------ | ------------------ | ---- | ---- | ---- |
| A                  | 6                  | Alberto Abalde     | 2    | 3    | 0    |
| AP                 | 8                  | Ádám Hanga         | 5    | 3    | 1    |
| A                  | 14                 | Gabriel Deck       | 5    | 3    | 0    |
| AG                 | 28                 | Guerschon Yabusele | 3    | 3    | 0    |
| C                  | 22                 | Walter Tavares     | 14   | 11   | 1    |
| Panchina:          |                    |                    |      |      |      |
| GA                 | 1                  | Fabien Causeur     | 3    | 2    | 1    |
| P                  | 2                  | Juan Núñez         | n.e. | n.e. | n.e. |
| AG                 | 3                  | Anthony Randolph   | 6    | 2    | 0    |
| GA                 | 5                  | Rudy Fernández     | 2    | 2    | 2    |
| C                  | 17                 | Vincent Poirier    | 5    | 4    | 2    |
| P                  | 23                 | Sergio Llull       | 9    | 0    | 6    |
| AP                 | 44                 | Jeffery Taylor     | 3    | 2    | 1    |
| Allenatore:        |                    |                    |      |      |      |
| Pablo Laso         |                    |                    |      |      |      |

| Real Madrid |  | Anadolu Efes |

| Real Madrid   | Statistiche        | Anadolu Efes  |
| ------------- | ------------------ | ------------- |
|               | Statistiche        |               |
| 14/34 (41.2%) | Tiro da 2          | 17/32 (53.1%) |
| 6/33 (18.2%)  | Tiro da 3          | 6/24 (25%)    |
| 11/17 (64.7%) | Tiri liberi        | 6/9 (66.7%)   |
| 18            | Rimbalzi offensivi | 11            |
| 22            | Rimbalzi difensivi | 33            |
| 40            | Rimbalzi totali    | 44            |
| 14            | Assist             | 7             |
| 6             | Palle perse        | 12            |
| 6             | Palle rubate       | 5             |
| 3             | Stoppate           | 3             |
| 20            | Falli              | 16            |

| Quintetto titolare | Quintetto titolare | Quintetto titolare | Pt   | Rim  | Ass  |
| ------------------ | ------------------ | ------------------ | ---- | ---- | ---- |
| P                  | 0                  | Shane Larkin       | 10   | 6    | 4    |
| G                  | 22                 | Vasilije Micić     | 23   | 2    | 2    |
| GA                 | 23                 | James Anderson     | 0    | 1    | 0    |
| AG                 | 18                 | Adrien Moerman     | 0    | 6    | 0    |
| C                  | 21                 | Tibor Pleiß        | 19   | 7    | 0    |
| Panchina:          |                    |                    |      |      |      |
| P                  | 1                  | Rodrigue Beaubois  | 0    | 1    | 0    |
| AC                 | 2                  | Chris Singleton    | 4    | 7    | 0    |
| G                  | 6                  | Elijah Bryant      | 0    | 8    | 1    |
| PG                 | 11                 | Erten Gazi         | n.e. | n.e. | n.e. |
| G                  | 19                 | Buğrahan Tuncer    | n.e. | n.e. | n.e. |
| AC                 | 33                 | Filip Petrušev     | n.e. | n.e. | n.e. |
| C                  | 42                 | Bryant Dunston     | 2    | 1    | 0    |
| Allenatore:        |                    |                    |      |      |      |
| Ergin Ataman       |                    |                    |      |      |      |

| Vincitrice Euroleague Basketball 2021-2022 |
| ------------------------------------------ |
| Anadolu Efes 2º titolo                     |